# S/2000 (1998 WW31) 1
S/2000 (1998 WW31) 1とは、キュビワノ族に属する太陽系外縁天体1998 WW31を公転する衛星である。

## 発見
S/2000 (1998 WW31) 1は、主星である1998 WW31の発見の2年後である2000年12月23日に発見された。1998 WW31は発見当初の画像では、単なる細長い形状をした天体としか撮影されていなかったが、2000年の画像では、はっきりと2つの天体に分離できたことから、1998 WW31の衛星として発見された。これは冥王星以降で発見された最初の小惑星の衛星である。

## 性質
S/2000 (1998 WW31) 1は、直径が約110kmと推定されている。1998 WW31の直径は約133kmであり、S/2000 (1998 WW31) 1は1998 WW31の約83%もの直径を持つ巨大な衛星である。そのため、1998 WW31とS/2000 (1998 WW31) 1は、主星と伴星というよりは、二重小惑星の関係にあるといえる。
S/2000 (1998 WW31) 1と1998 WW31との距離は約22300kmであり、1998 WW31の直径の約170倍しか離れていない。S/2000 (1998 WW31) 1はこの軌道を約574日かけて公転している。また、離心率は約0.817とかなりゆがんだ楕円軌道であり、近点では1998 WW31から約4100kmまで近づく。